# Шожма (озеро)
Шожма — пресноводное озеро на территории Важинского городского поселения Подпорожского района Ленинградской области.

## Общие сведения
Площадь озера — 1,6 км², площадь водосборного бассейна — 17,9 км². Располагается на высоте 128,6 метров над уровнем моря.
Форма озера лопастная, продолговатая: оно почти на три километра вытянуто с севера на юг. Берега изрезанные, каменисто-песчаные, преимущественно возвышенные.
В южный залив водоёма впадает короткая протока, вытекающая из Крехозера. Из северной оконечности — вытекает река Шожма, втекающая в реку Рандозерку, впадающую в реку Важинку, правый приток Свири.
В озере расположены два небольших безымянных острова.
К югу от озера проходит лесная дорога.
Населённые пункты вблизи водоёма отсутствуют.
Код объекта в государственном водном реестре — 01040100711102000015211.